# 燃える囁き
「燃える囁き」（もえるささやき）は、中村雅俊の楽曲で18枚目のシングル。1983年5月21日に日本コロムビアから発売された。
オリコンチャートの登場週数は15週、チャート最高順位は週間28位、累計8.1万枚のセールスを記録した。

## タイアップ
TBS系ドラマ「外科医 城戸修平」主題歌。

## 収録曲
両曲　作詞：大津あきら　作曲・編曲：木森敏之
1. 燃える囁き
2. セイル・アウェイ